# 가치 흐름 지도

가치 흐름 지도(value-stream mapping, material- and information-flow mapping)는 제품을 생산할 때 공급자로부터 고객에 이르기까지 자재와 정보의 흐름을 아이콘을 사용하여 시각적으로 나타낸 것이다.

## 같이 보기
- 린 생산
- 가치 사슬